# Grand Prix van Garda 1948
De Grand Prix van Garda 1948 was een autorace die werd gehouden op 24 oktober 1948 op het Circuito del Garda in Salò.

## Uitslag
| Positie | Rijder                                 | Team          | Ronden | Tijd/Opgave |
| ------- | -------------------------------------- | ------------- | ------ | ----------- |
| 1       | Giuseppe Farina                        | Ferrari       | 18     | 2:30:49.8   |
| 2       | Bruno Sterzi                           | Ferrari       | 18     | +2:34.2     |
| 3       | Luigi Villoresi                        | Maserati      | 18     | +2:38.2     |
| 4       | Soave Besana                           | Ferrari       | 18     | +3:27.4     |
| 5       | Eugène Chaboud                         | Talbot-Lago   | 18     | +6:00.2     |
| 6       | Clemente Biondetti Ferdinando Righetti | Ferrari       | 18     | +9:28.2     |
| 7       | Pierre Levegh                          | Talbot-Lago   | 17     | +1 ronde    |
| 8       | Igor Troubetskoy                       | Ferrari       | 16     | +2 ronden   |
| 9       | Cuth Harrison                          | ERA           | 8      | +10 ronden  |
| NF      | Gianpierro Bianchetti                  | Ferrari       |        |             |
| NF      | Ugo Bornioli                           | Cisitalia     |        |             |
| NF      | Federico Pariani                       | Cisitalia     |        |             |
| NF      | Giovanni Bracco                        | Ferrari       |        |             |
| NF      | Emilio Romano                          | Maserati      |        |             |
| NS      | Robert Manzon                          | Simca-Gordini |        |             |
| NS      | Clemente Biondetti                     | Ferrari       |        |             |